# 倫訥
倫訥（丹麥語：Rønne）是位於丹麥博恩霍爾姆島的城镇。2013年1月1日時，倫訥有人口13700人。倫訥是一座天然良港，並且有著極為重要的戰略位置。倫訥在過去是一座漁港，現在則是以觀光為主要產業。